# Siloviki

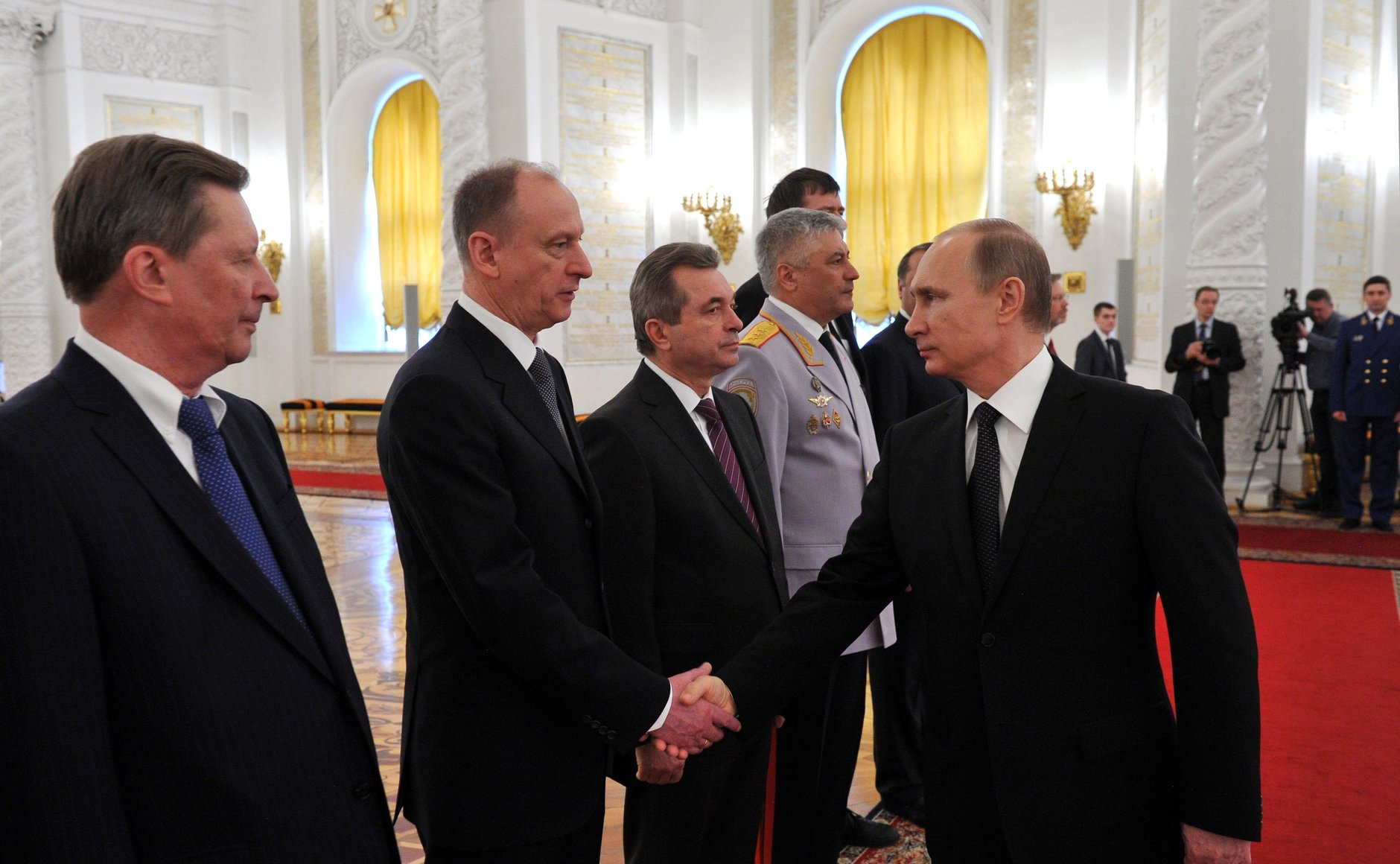
Sergei Ivanov, Nikolai Patrushev e Vladimir Kolokoltsev em uma reunião de Vladimir Putin com oficiais e promotores nomeados para cargos de alto escalão, em abril de 2015.

Siloviki (силови́к; no plural: siloviks ou siloviki, силовики́, "força" ou durões" em russo), são os ex-agentes dos serviços secretos da União Soviética, como o NKVD, a KGB e o FSB. Também conhecidos como "tchequistas", nome derivado do primeiro serviço secreto soviético, a Tcheka. Foram muito influentes durante os anos de regime comunista na União Soviética e mantém cargos políticos até hoje. O presidente Vladimir Putin, ele próprio um ex-agente da KGB, colocou muitos de seus colegas em postos-chave do governo russo, como ministros e presidentes de estatais do setor energético. A maioria deles foi mantido em seus cargos pelo ex-presidente da Rússia Dmitri Medvedev. Indica, o aumento de membros de forças de segurança, militares e agentes de inteligência em cargos no governo Russo e de sua influência no Estado Russo.

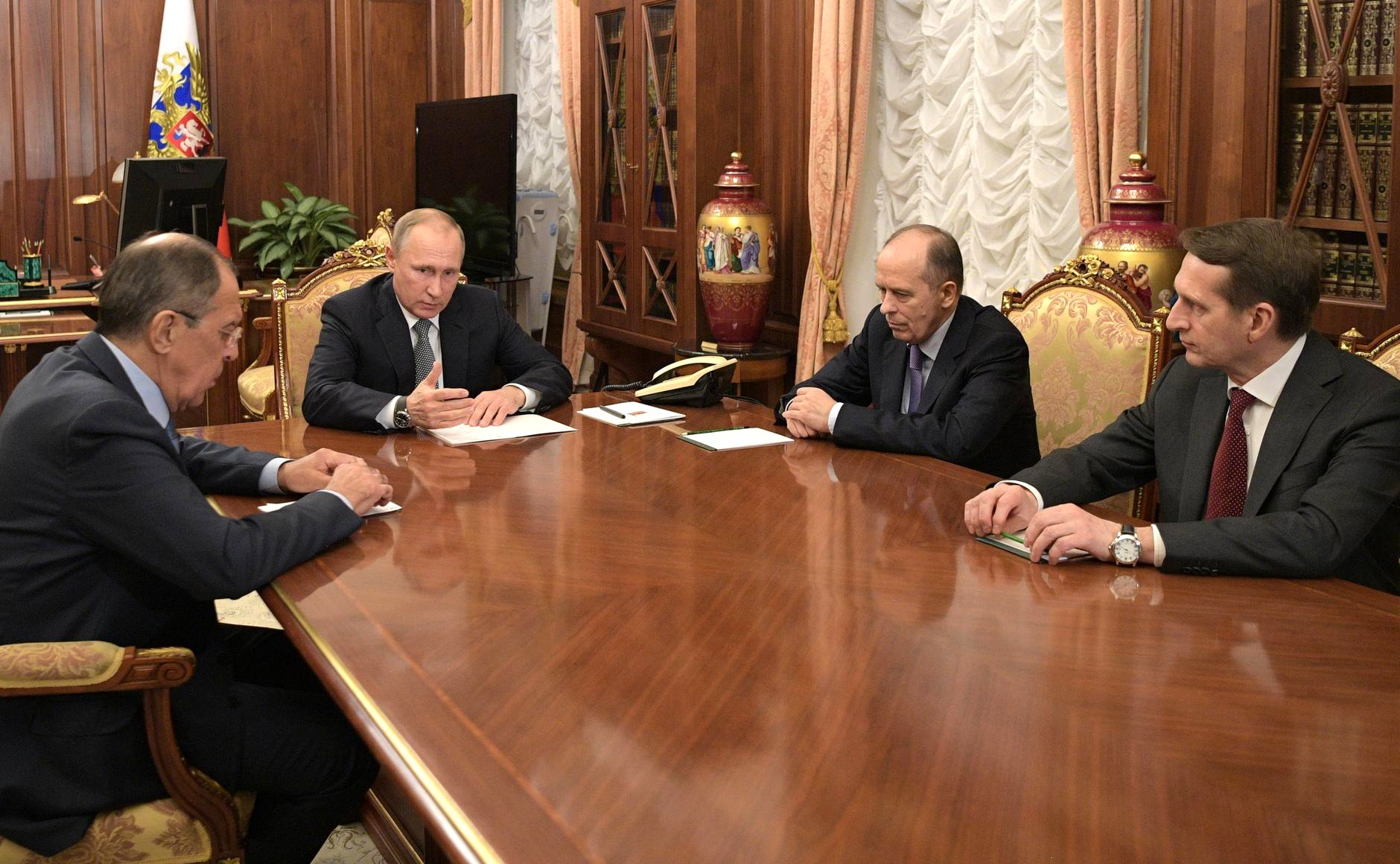
Putin em uma reunião com Sergey Lavrov, Alexander Bortnikov e Sergei Naryshkin, alguns dos seus principais confidentes, 19 de dezembro de 2016.

No léxico político russo, um silovik  é um político que entrou na política da segurança, militar, ou serviços semelhantes, muitas vezes os oficiais da antiga KGB, GRU, FSB, SVR, FSO, o Serviço Federal de Controle de Drogas ou outros serviços armados que chegaram ao poder. Um termo semelhante é "securocrata " (policial e oficial de inteligência). Siloviki também é usado como um substantivo coletivo para designar todas as tropas e oficiais de todas as agências policiais da Rússia ou da Bielorrússia, não necessariamente os de alto escalão.

## Etimologia, Descrição e Cargos
O termo siloviki ('siloviks') é traduzido literalmente como "pessoas de força" ou "homens fortes" (do russo сила , "força"). Originou-se da frase "instituições de força" (em russo: силовые структуры), que apareceu no início da era Boris Yeltsin (início da década de 1990) para denotar os serviços uniformizados de estilo militar, incluindo os militares propriamente ditos, a polícia (Ministério de Assuntos Internos), organizações de segurança nacional (FSB) e algumas outras estruturas.
O uso do termo "Siloviki" muitas vezes deseja encorajar uma visão de que eles podem ser vistos na Rússia como sendo geralmente não ideológicos, com um foco pragmático de lei e ordem e interesses nacionais russos no coração. Eles geralmente são bem educados e trazem experiências comerciais anteriores para seus cargos no governo. Supõe-se que os siloviki tenham uma preferência natural pelo ressurgimento de um estado russo forte.  Os siloviki não formam um grupo coeso. Eles não têm um líder único e não há uma "agenda silovik" comum e articulada. No entanto, de acordo com John P. Willerton, esses funcionários da inteligência de segurança trouxeram a ética de trabalho e as habilidades – que Putin aparentemente favoreceu – para o governo.
Os principais siloviki sob a presidência de Vladimir Putin incluíam Sergei Ivanov, Viktor Ivanov e Sergei Shoigu, que mantinham relações de trabalho próximas com Putin e ocupavam cargos-chave nos governos de Putin. Willerton ressalta, no entanto, que é difícil avaliar se sua formação comum em inteligência de segurança se traduz em preferências políticas comuns. Após os protestos russos de 2011, o presidente russo Dmitri Medvedev, tendo feito promessas de reforma política, nomeou vários siloviki para cargos de destaque no governo: Sergei Ivanov para chefe de gabinete da administração presidencial; Dmitry Rogozin para vice-primeiro-ministro ; e Vyacheslav Volodin para vice-chefe de gabinete.
As  forças de segurança são representantes de agências de aplicação da lei, organizações de inteligência, forças armadas e outras estruturas estatais às quais o estado delega seu direito de usar a força (essas organizações são geralmente chamadas de ministérios do poder, agências de aplicação da lei, agências de aplicação da lei). Em relação à Rússia, esse conceito é frequentemente estendido para incluir representantes de grupos políticos, bem como figuras políticas individuais e empresários associados às estruturas de poder da Rússia e/ou da URSS no presente ou no passado. Como a gíria entrou em outras línguas como termo de ciência política e é amplamente utilizada no discurso coloquial e no jornalismo ao descrever os processos políticos da Rússia moderna e dos estados pós-soviéticos.

## Agências de aplicação da lei na Rússia moderna
A cientista política Bettina Renz destaca  as seguintes estruturas de poder atuais ou passadas da Federação Russa:
- Ministro do interior
- Ministério de Situações de Emergência da Rússia
- Ministério da Defesa (também Forças Armadas e Direcção Principal do Estado-Maior General das Forças Armadas)
- Serviço Federal das Tropas da Guarda Nacional
- Serviço Federal de Segurança
- Agência Federal de Comunicações e Informações Governamentais (1993-2003)
- Serviço Federal de Controle de Drogas (até 31 de maio de 2016)
- Serviço de Inteligência Estrangeira
- Serviço Federal de Segurança
- Serviço de correio Esttatal
- Direção Geral de Programas Especiais
- Ministério da Justiça
  - Serviço oficial de justiça federal
  - Serviço Federal de Execução de Penas
- Serviço Federal de Monitoramento Financeiro
- Ministério das Finanças
  - A Receita Federal
  - Serviço Alfandegário Federal
- Gabinete do procurador Federal
- Comitê de investigação.[4]

## Avaliações do papel na política russa moderna
No segundo semestre de 2007, às vésperas do término do segundo mandato presidencial de V.V. Putin, alguns observadores e analistas políticos afirmaram um aumento acentuado na luta inter-clãs entre vários grupos de "poder" cercados pelo presidente.
Um artigo no jornal "Kommersant" datado de 9 de outubro de 2007 sob o título "Não devemos permitir que soldados se transformem em comerciantes" assinado pelo diretor do Serviço Federal de Controle de Drogas (FSKN) Viktor Cherkesov , escrito em conexão com a prisão de vários funcionários do Serviço Federal de Controle de Drogas , discutindo o fenômeno do “chekismo” na Rússia na década de 1990 , ela postulou que “caindo no abismo, a sociedade pós-soviética se apegou a esse mesmo “chekismo” “gancho”, e afirmou: “Para que qualquer corporação (incluindo a KGB) seja saudável, deve ser portadora de normas. É desejável que essas normas não sejam apenas internas, mas também de âmbito nacional. Mas antes de tudo, eles devem ser normas. Se as normas desaparecem e a arbitrariedade se instala, a corporação entra em colapso. Especialistas e jornalistas já falam em uma "guerra de grupos" dentro dos serviços de segurança. <...> A casta é destruída por dentro, quando os guerreiros começam a se tornar mercadores. O que quer que os chekistas queiram ser - uma força que leva o país a novos horizontes abertos, ou um sistema que fornece algum tipo de estabilização social por meio do fechamento, devemos preservar as normas em nosso ambiente. E aqueles que descobrem que sua verdadeira vocação são os negócios devem ir para outro ambiente.
A publicação de V. Cherkesov foi considerada pelos comentaristas políticos como um reconhecimento pelo chefe do departamento federal de que "há uma guerra de serviços especiais na Rússia"  e causou ressonância na sociedade e na mídia . A detenção de oficiais do Serviço Federal de Controle de Drogas, bem como a prisão do vice-ministro das Finanças da Federação Russa S.A. Storchak em 16 de novembro de 2007, "são vistas como manifestações vívidas da luta pelo poder entre os clãs do Kremlin".
Mudanças de pessoal no "bloco de poder" em maio de 2008, depois de tomar posse como presidente da Rússia D. Medvedev, como resultado do qual o chefe do FSB N. Patrushev assumiu o cargo de secretário do Conselho de Segurança, provocou comentários sobre um possível aumento do papel do Conselho de Segurança: “Ainda é difícil dizer se a nomeação de Nikolai Patrushev para este cargo foi um rebaixamento ou um aumento. O Conselho de Segurança pode desempenhar o papel de um pequeno órgão burocrático para a realização de reuniões, e então seu secretário continuará sendo uma figura decorativa. Mas, talvez, Vladimir Putin tenha promovido especificamente uma das pessoas mais confiáveis para este cargo, a fim de continuar exercendo sua linha no Conselho de Segurança com sua ajuda. Sim, e ontem o presidente Dimitri Medvedev deixou claro que o papel do Conselho de Segurança aumentará”. Vladimir Milov em agosto de 2008 considerou-os como um enfraquecimento significativo das posições gerais das forças de segurança na política russa sob o presidente Medvedev.
Em 4 de março de 2009 , em conexão com o segundo caso Yukos, o cientista político Dmitry Oreshkin expressou a opinião de que o novo julgamento de Khodorkovsky e Lebedev é uma manifestação do confronto entre as forças de segurança e os liberalismo dos grupo de poder: “É uma questão simbólica, e se você conseguir acusá-lo e, consequentemente, mandá-lo para a prisão por mais alguns anos, isso é um sinal de que as forças de segurança estão no controle da situação. Você não pode mexer com eles, eles estão em ótima forma, e se alguém for contra eles, veja o que acontece. Se a decisão é a favor de Khodorkovsky ou não a favor das forças de segurança, ou seja, um empate, por exemplo, enviando o caso para investigação adicional, todos os grupos de elite entendem que nem tudo está sujeito às forças de segurança. Que eles são fracos e podem ser despedaçados".

## Famosos
- Lavrentiy Beria (Lavrenti Pávlovitch Béria) , chefe do NKVD
- Nikolai Yezhov (Nikolai Ivánovitch Iejov), o "Amora", chefe do NKVD
- Genrikh Yagoda (Guenrikh Grigorievitch Iagoda), chefe do NKVD
- Viktor Semyonovich Abakumov, ministro da MGB
- Vladimir Putin